# Ainadamar
Para la acequia árabe, ver Aynadamar
Ainadamar es la primera ópera del compositor argentino Osvaldo Golijov. El libreto es del escritor estadounidense David Henry Hwang. Ainadamar significa «Fuente de las lágrimas» en idioma árabe.

## Acción
La ópera cuenta la historia del escritor Federico García Lorca y su musa, la actriz catalana Margarita Xirgu. El personaje masculino de Lorca es interpretado por una mujer. Subtitulada "una ópera en tres imágenes", Ainadamar está contada cronológicamente de modo inverso e involucra la oposición de García Lorca a la Falange Española, acusaciones de homosexualidad y su subsecuente muerte.

### Primera imagen
Mariana

La acción comienza en el Teatro Solís de Montevideo en abril de 1969. Se escuchan voces de niñas cantando la balada de apertura de la obra de García Lorca: Mariana Pineda. La actriz Margarita Xirgu mira hacia atrás en el tiempo a través de 40 años, desde que participó en la premier de esta atrevida obra de un joven y brillante autor. En los últimos minutos del último día de su vida, ella intenta transportar a su alumna, la joven Nuria, al fuego, la pasión y la esperanza de su generación, la que hizo nacer a la República Española. 
Recuerda en flashes su primer encuentro con García Lorca en un bar de Madrid. Él le dice que la libertad en su obra no es sólo libertad política, y narra un mundo inspirado en la visión de la estatua de Mariana Pineda, que vio de niño en Granada. Mariana fue ejecutada en 1831 por coser una bandera constitucional y rehusarse a revelar los nombres de los líderes de la oposición constitucional a la monarquía absolutista de Fernando VII, entre ellos, su amante. Este la abandonó, y ella escribió una carta final, serenamente compuesta, a sus hijos, explicando su necesidad de morir con dignidad.
Margarita reflexiona en los sucesos paralelos de Mariana y Federico. El ensueño es roto por la llamada de Ramón Ruiz Alonso, el falangista que ordenó el arresto de Lorca, ejecutado en agosto de 1936.

### Segunda imagen
Federico

La balada de Mariana Pineda vuelve a sonar, esta vez llevando a Margarita al verano de 1936, la última vez que vio a Federico. La República Española es atacada: el levantamiento de los generales de la derecha ha comenzado. La compañía de teatro de Margarita es embarcada en una gira a Cuba. Ella le rogó a Federico que la acompañara, pero él decidió, en cambio, ir a su casa en Granada, a trabajar en nuevas obras y poesía.
Nadie sabe los detalles de la muerte de Lorca. Margarita tiene una visión de su hora final: el oportunista Ruiz Alonso arrestando a García Lorca en Granada, y conduciéndolo a un solitario lugar de ejecución, Ainadamar, "la fuente de las lágrimas", junto a un torero y un maestro. 

### Tercera imagen
Margarita

Por tercera vez escuchamos la balada de Mariana Pineda, una vez más la obra está por comenzar, la historia recontada por la generación de alumnos latinoamericanos de Margarita. Margarita sabe que está muriendo. Esta vez no puede hacer su entrada, otros deben hacerla. Guiada por su corazón, le dice a Nuria que un actor vive por un momento, la voz individual de un actor es silenciada, pero que la esperanza de la gente no muere. La dictadura militar se prolongó en España por casi cuarenta años, Franco nunca permitió que Margarita Xirgu, imagen de la libertad, pisara suelo español. Margarita mantuvo vivas las obras de García Lorca en Latinoamérica mientras eran prohibidas en España.
El espíritu de García Lorca entra en la sala. Toma la mano de Margarita, y toma la mano de Nuria. Juntos entran en un ardiente atardecer de delirante transformación visionaria. Margarita muere, ofreciendo su vida a las líneas finales de Mariana Pineda: soy libre. Su coraje, su claridad y su humanidad son pasadas a Nuria, sus estudiantes, y las generaciones que le siguen. Canta: "Soy la fuente de la cual tú bebes".

### Libreto
El libreto de Hwang fue originalmente escrito en inglés, y luego traducido al español por Golijov. La ópera también incorpora abundante vocabulario en árabe y judío.

### Música
Como mucho del trabajo de Golijov, la obra cuenta con sonidos típicos del flamenco español, — de hecho, hay una sección de guitarra flamenca y cajón flamenco incorporada dentro de la orquesta.

## Datos históricos

### Creación
Comisionada por la Orquesta Sinfónica de Boston, la premier se realizó en Festival de Tanglewood el 10 de agosto de 2003. Luego de importantes revisiones, la nueva versión fue presentada en la Ópera de Santa Fe el 30 de julio de 2005.
Tuvo su premier en Chicago en el Festival de Ravinia el 14 de junio de 2006, y más recientemente fue presentada en la Ópera de Boston y en la de Darmstadt en noviembre de 2007.
En la reposición de 2012 en el Teatro Real de Madrid, el director de escena Peter Sellars incorporó poemas de Diván del Tamarit, y que eran recitados por el personaje de Margarita Xirgú; por lo cual, el papel fue abordado por una actriz (que recayó en Nuria Espert y una soprano.

### Reparto del estreno
| Personaje             | Elenco del estreno                    |
| --------------------- | ------------------------------------- |
| Margarita Xirgu       | Dawn Upshaw                           |
| Federico García Lorca | Kelly O´Connor                        |
| Nuria                 | Jessica Rivera                        |
| Ruiz Alonso:          | Jesús Montoya                         |
| José Tripaldi         | Eduardo Chama                         |
| Maestro               | Sean Mayer                            |
|                       | Ladies of the Atlanta Symphony Chorus |
|                       | Atlanta Symphony Orchestra            |
| Dirección             | Robert Spano                          |

### Recepción
Tanto la ópera como la grabación obtuvieron las aclamaciones inmediatas de la crítica. La grabación ascendió a la cima del ranking de música clásica de Billboard en poco tiempo, y ganó dos Premios Grammy: "Mejor grabación de ópera" de 2006, y "Mejor composición clásica contemporánea".
En las estadísticas de Operabase aparece la n.º 234 de las óperas representadas en 2005-2010, siendo la 2.ª en Argentina y la primera de Golijov, con 11 representaciones en el período.
La recepción de la obra ha sido continua desde su estreno realizándose las siguientes producciones.
* Estreno absoluto de la primera versión: Tanglewood, 10 de agosto de 2003.
* Los Ángeles: Disney Hall, 29 de febrero de 2004.
* Estreno absoluto de la segunda versión: Ópera de Santa Fe, 30 de julio de 2005.
* Nueva York: Lincoln Center for the Performing Arts 2005 / 2006.
* Chicago (Festival de Ravinia), 14 de junio de 2006.
* Ópera de Boston, noviembre de 2007.
* Ópera de Darmstadt (Alemania), 24 de noviembre de 2007 (estreno europeo).
* Festival Internacional de Música y Danza de Granada, 25 de junio de 2011 (estreno en España).

## Grabaciones
La primera grabación fue presentada por Deutsche Grammophon el 9 de mayo de 2006. Fue grabada por los artistas para los cuales fue escrita: 
| Personaje             | Elenco del estreno                    |
| --------------------- | ------------------------------------- |
| Margarita Xirgu       | Dawn Upshaw                           |
| Federico García Lorca | Kelly O´Connor                        |
| Nuria                 | Jessica Rivera                        |
| Ruiz Alonso:          | Jesús Montoya                         |
| José Tripaldi         | Eduardo Chama                         |
| Maestro               | Sean Mayer                            |
|                       | Ladies of the Atlanta Symphony Chorus |
|                       | Atlanta Symphony Orchestra            |
| Dirección             | Robert Spano                          |
| Número de catálogo    | D\|D\|D\| 477 6165 \|G\|H\|           |